# هالس (پاساو)
هالس (به آلمانی: Hals) یک منطقهٔ مسکونی در آلمان است که در پاساو واقع شده‌است.